# Флаг Гданьска
Флаг Гданьска — один из официальных символов города Гданьска. Представляет собой прямоугольное полотнище красного цвета с золотой короной и расположенными под ней двумя равнобедренными серебряными крестами, расположенными перпендикулярно (как на гербе города). Общая ось крестов и короны составляет 1/3 длины флага. Отношение ширины флага к его длине составляет 5:8.
Флаг, как и другие символы города, является собственностью города, поэтому президент Гданьска может запретить использование флага организацией, использующей его неправомерно.

## Правовая основа
Нынешняя структура городских символов определяется статутом города Гданьска, закрепленном в резолюции № XL/1226/2001 Гданьского городского совета от 25 октября 2001 года.
Правила использования флага изложены в Постановлении № XII/390/2003 Гданьского городского совета от 28 августа 2003 года.

### Правила использования флага
Согласно постановлению, флаг Гданьска должен быть вывешен в течение всего года перед и в штаб-квартире городского совета Гданьска и мэрии Гданьска. Кроме того, флаг должен вывешиваться и на других общественных зданиях в Гданьске по случаю национальных и региональных праздников, а также юбилейных дат.
Флаг может также быть использован другими лицами, не обязательно имеющими отношение к Гданьску, в других местах, при условии соблюдения должного уважения к нему. Президент Гданьска может запретить использование флага в ситуациях, когда должное уважение к флагу не соблюдаются, и когда использование флага ставит под угрозу мораль, престиж или интересы города.

## Символика
Флаг имеет символику, схожую с гербом города. Красный фон связан с предоставлением властям Гданьска королем Казимиром Ягеллоном в 1457 году права на использование красного воска. Королевская корона была добавлена к ещё более ранней версии герба. С другой стороны, красный — один из самых популярных ганзейских цветов.
Белые кресты также связаны с Ганзой, но также и с христианством. Перемещение элементов (крест и корона) к лонжерону имеет практическую функцию. На ветру часть флага с изображением элементов из-за близости к лонжерону более ровная, без складок и «морщин».
Тем не менее символы города не имели фиксированного рисунка, поэтому кресты, корона и фоновые оттенки изменялись много раз в течение длительного времени.

## История
Первые неофициальные городские флаги известны по чертежам гданьских кораблей. Однако эти чертежи не точны, следовательно, более конкретные детали неизвестны. Известно, что флаг был красным с белым элементом, напоминающим крест или кресты, что, однако, настолько недостоверно, что его форму определить невозможно.
В описании Грюнвальдской битвы Яна Длугоша есть информация о флаге гданьских войск, у которого было два белых прямоугольных креста, расположенных на щите.
В 1457 году польский король Казимир Ягеллон передал городу новый герб и новый флаг. Корона была добавлена к тогда уже существовавшим двум крестам. Цветом флага стал красный. Кроме того, флаг был удлинён, так что вместо вертикального он стал горизонтальным.
Во времена Вольного города Данциг (1807-1814 и 1920-1939) в качестве государственного флага использовался городской флаг. По сравнению с нынешним данный флаг в 1920-1939 гг. имел немного другой оттенок, а корона была частично покрыта крестом. Он имел соотношение 2:3 (в настоящее время 5:8).
В послевоенный период флаг практически не использовался до 1989 года. Первый послевоенный флаг, являющийся неофициальным, был создан в 1991 году. У флага не было никаких четких пропорций, он изображал символы, расположенные на гербе. Их вертикальная ось располагалась на оси флага. Первое послевоенное официальное принятие флага произошло благодаря постановлению городского совета Гданьска № XXXVIII/432/96 от 1 августа 1996 года. Срок его действия истёк из-за изменений в уставе.
Действующий в настоящее время флаг указан в законе города, принятом в 2001 году. Прототип флага, однако, остался неизменным.